# Эйндховен (аэропорт)
Аэропо́рт Э́йндховен (нидерл. Vliegbasis Eindhoven; ИАТА: EIN, ИКАО: EHEH) — аэропорт в Нидерландах, расположенный в 7 км к западу от центра города Эйндховен. Является вторым наиболее загруженным аэропортом страны по количеству обслуженных пассажиров в 2015 году (4,3 млн) после амстердамского аэропорта Схипхол (58 млн пассажиров). Аэропорт используется в качестве как гражданского, так и военного.

## История

### Ранние годы
Аэропорт был основан в 1932 году в виде ВПП с травяным покрытием под названием «Vliegveld Welschap» («лётное поле Велсхап»). В 1939 году лётное поле было приобретено ВВС, так как возникли опасения конфликта с Третьим рейхом. Во время Голландской операции 1940 года было быстро захвачено немецкими силами и стало эксплуатироваться ими под названием «Fliegerhorst Eindhoven». Немцы расширили и улучшили лётное поле, построив три ВПП с твёрдым покрытием, многочисленные ангары и вспомогательные сооружения. Во время Голландской операции 1944 года было захвачено американскими десантниками. Нанесённые повреждения были устранены, и аэродром стал использоваться как передовая посадочная площадка британских и американских сил под кодом B-78.
Аэродром был возвращён Королевским военно-воздушным силам Нидерландов в 1952 году. В нём базировались Republic F-84G Thunderjet, Republic F-84F Thunderstreak, Northrop NF-5A/B и General Dynamics F-16A/B Fighting Falcon. 316-я эскадрилья использовала F-16 и была расформирована в апреле 1994 года.

### Развитие с 1980-х годов
В 1984 году был построен пассажирский терминал по дизайну Лео де Бевера. После окончания Холодной войны аэропорт Эйндховена был превращён в базу военного транспорта. Первоначально здесь находился самолёт Fokker F27-300M Troopship. В последующие годы на авиабазе разместились Fokker 50, Fokker 60, McDonnell Douglas KC-10 Extender, Lockheed C-130 Hercules, Gulfstream IV. Самолёт Fokker был выведен из эксплуатации.
15 июля 1996 года в аэропорту потерпел крушение Lockheed C-130 Hercules ВВС Бельгии. Разгорелся пожар, и 34 человека погибло в нём. Из-за проблем со связью между спасательными службами, пожарная служба не знала, что в C130 находилось большое количество пассажиров, что, вероятно, повлекло за собой больше смертей, чем если бы службы были в курсе.
Аэропорт продолжил расти в качестве гражданского и теперь является вторым по загруженности аэропортом Нидерландов. В связи с этим в начале 2012 года началось дальнейшее расширение терминала аэропорта и постройка гостиницы со 120 номерами.

## Услуги

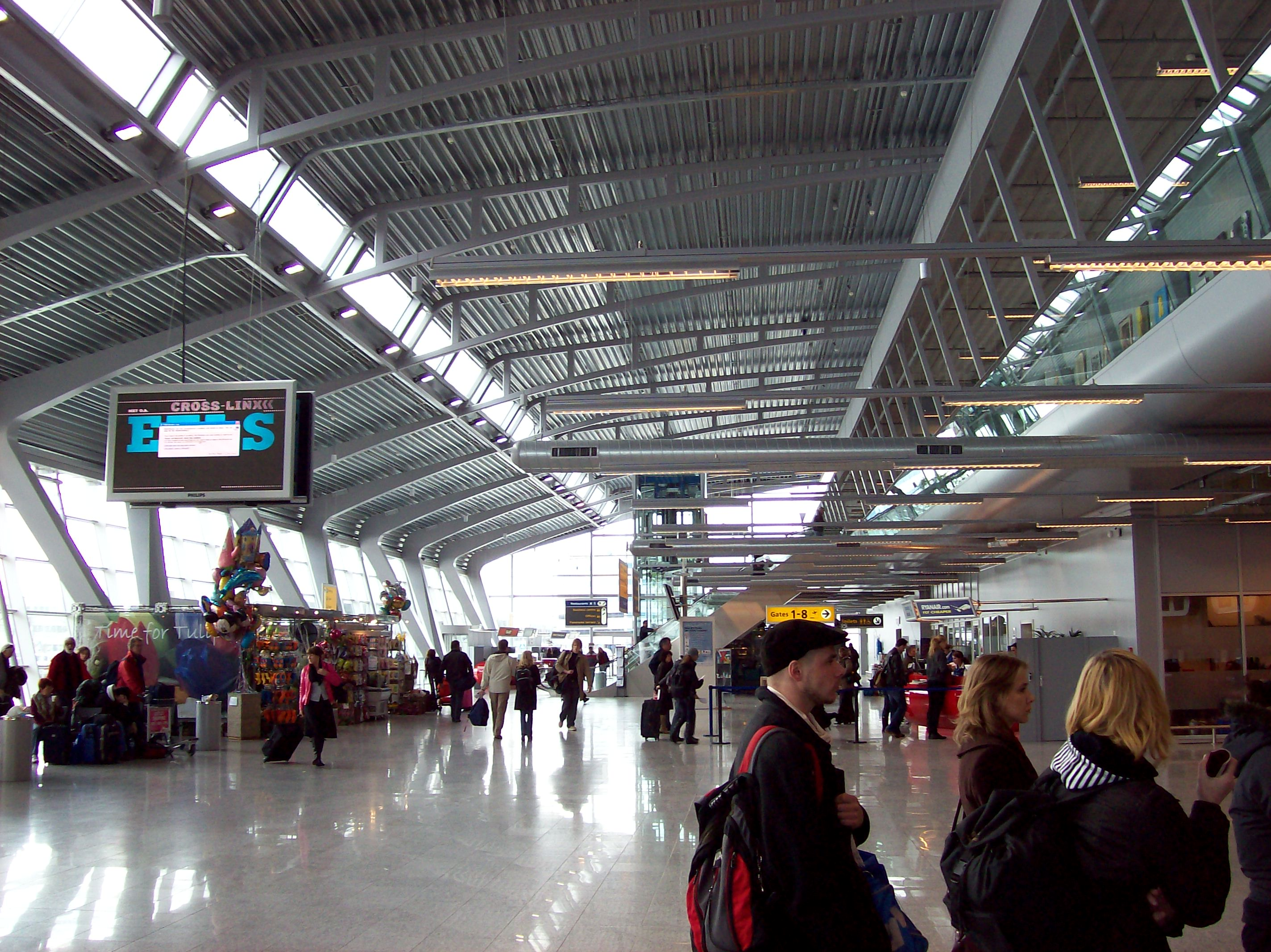
Зона регистрации в аэропорту Эйндховен.

В аэропорту доступны следующие услуги: пункт обмены валют, бюро находок, камеры хранения багажа, пеленальная зона, медицинский центр, различные магазины. По всему аэропорту доступен бесплатный беспроводной интернет. Также доступен бизнес-центр. Здесь имеют свои офисы крупные компании по аренде автомобилей: Avis Rent a Car System, Europcar, Hertz и Sixt. На долго- и краткосрочных парковках имеется 1500 мест.

## Военное использование
- 334-я эскадрилья (McDonnell Douglas KC-10 Extender, Gulfstream IV)
- 336-я эскадрилья (Lockheed C-130 Hercules)
- 940-я эскадрилья технического обслуживания
- 941-я эскадрилья различной поддержки
- Координационный центр европейского транспорта
- Европейское командование военно-транспортной авиации

С 1 июля 2007 года в Эйндховене располагается Координационный центр европейского транспорта (Movement Coordination Centre Europe, MCCE), образованный слиянием Европейского центра воздушных перевозок (European Airlift Centre, EAC), который был основан Европейской воздушной группой, и Координационного центра морских перевозок (Sea-lift Coordination Centre, SCC). Это организация, открытая для всех правительств, чьё членство утверждается всеми странами-участниками. Миссией MCCE является координация воздушного и поверхностного (наземного и морского) транспорта и систем заправки самолётов в воздухе между странами-участниками и, тем самым, улучшение общей эффективности использования собственного или арендованного имущества государственных военных организаций. Главным приоритетом центра будут стратегические перевозки, но не исключая перевозки боевых войск и вооружения.
С сентября 2010 года аэропорт также размещает у себя Европейское командование военно-транспортной авиации (European Air Transport Command, EATC), состоящее из семи европейских стран, которые объединяют авиационную военную технику под одним оперативным командованием. EATC будет играть главенствующую роль в процессе стандартизации Airbus A400M.

## Наземный транспорт
Аэропорт находится прямо у автомагистрали A2, которая предоставляет прямое соединения с западом и югом страны, включая Амстердам, Утрехт и Маастрихт. Также аэропорт обслуживается двумя автобусными маршрутами Эйндховена.
- Линия 400 — шаттловая автобусная линия, которая соединяет аэропорт с железнодорожным вокзалом Эйндховена. Частота движения варьируется от двух (поздним вечером и ранним утром) до четырёх (днём) раз в час.[17]
- Линия 401 — скоростная автобусная линия (Phileas), которая соединяет аэропорт с центром Эйндховена и вокзалом. Частота движения варьируется от двух (вечером) до восьми (днём) раз в час.[18]
- Линия 145 соединяет город Бест и его вокзал с аэропортом.
- Линия 103 соединяет вокзал Эйндховена через северный район Вунсел с аэропортом и соединяет аэропорт с городом Велдховен.

Как и в большей части Эйндховена, в аэропорт ведёт велодорожка, и недалеко от аэропорта доступны огромные парковки. Обычная поездка из центра города составляет 30 минут.